# Hantilis I
Hantilis I va ser un rei hitita que va regnar des del 1590 aC fins aproximadament el 1560 aC. Era cunyat de Mursilis I al que va assassinar i va ocupar el seu lloc. El seu nom era hatti, i probablement volia dir "el primer" o "capdavanter". La seva dona s'anomenava Harapsilis, i era germana de Mursilis I. Una filla seva de nom només parcialment conegut (…shalta) es va casar amb Zidantas que després seria el rei Zidantas I. Un altre fill era Piseni, mort per ordre de son cunyat, Zidantas.
Segons la Proclamació de Telepinus exercia un alt càrrec a la cort, era "portador de copes" o "coper" i es va casar amb una germana del rei. Va conspirar junt amb Zidantas per matar Mursilis, i es va fer proclamar rei, segurament per la legitimat dinàstica de la seva dona.
El text de la Proclamació de Telepinus no s'ha conservat gaire bé en la part que fa referència a Hantilis I. Sembla que el nou rei va haver de fer expedicions a Síria per a mantenir la integritat del seu territori, i es mencionen dues ciutats on va intervenir, Astata i Carquemix, dues de les ciutats importants de la zona. Es diu que "s'enviaven tropes regularment" cosa que vol dir que va tenir victòries successives i com a conseqüència s'havia restablert l'obligació dels regnes vassalls de proporcionar soldats al rei d'Hatti.
Va governar fins a una edat avançada. Entre les seves fites reclama haver estat el primer rei que va construir muralles a Hattusa, encara que l'arqueologia comprova que no és cert en general, però si després de la destrucció de la ciutat per Anitta. A la ciutat de Tegarama Hantilis va intentar justificar davant dels seus soldats el seu accés al tron, però la Proclamació ja anuncia que els déus el castigaran per aquesta acció. Sembla doncs que el que va passar després d'aquest primer període de victòries devia ser prou dolent com perquè pogués ser considerat un càstig diví. Fins i tot, alguns textos religiosos conservats recorden que Hantilis no va portar a terme diversos rituals a Kalasma, cosa que va significar que la ciutat es va convertir en impura i els sacerdots van considerar impiu a aquell rei.
Un document parla del retorn de Marduk a Babilònia en temps de Agumkakrine "rei dels cassites i dels acadis", rei que és desconegut al dia d'avui però que podria ser Agum II. Se sap dels contactes comercials en aquesta època entre els hitites i Babilònia i els erudits consideren la possibilitat d'un acord amb el rei de Babilònia pel retorn del déu Marduk, el principal de la ciutat, que romania a terres hitites des l'expedició de Mursilis I. El retorn al seu país va presentar alguns problemes ja que quan hi va arribar els hurrites estaven envaint el territori d'Hatti. La Proclamació de Telepinus en aquest puny és il·legible, però una versió en accadi diu que aquest atac va ser violent i victoriós, i els hurrites van capturar la reina i els seus fills i els van portar a Sukziya, una ciutat per altra banda desconeguda, on algú va ordenar la mort de la reina. Probablement no van ser els hurrites els que la van matar perquè el rei va ordenar i aconseguir la captura dels culpables i la seva condemna.
En aquest regnat es documenten per primer cop els atacs dels kashka, que van destruir la ciutat sagrada de Nerik, al nord d'Anatòlia. La ciutat va quedar sense habitar durant 300 anys, fins que Hattusilis III la va recuperar. La Proclamació de Telepinus no parla d'altres fets d'aquest rei, i informa que el va succeir en el tron el seu gendre Zidantas I després d'assassinar Pishenis, el seu fill i hereu i als seus partidaris.